# 필리핀 해구

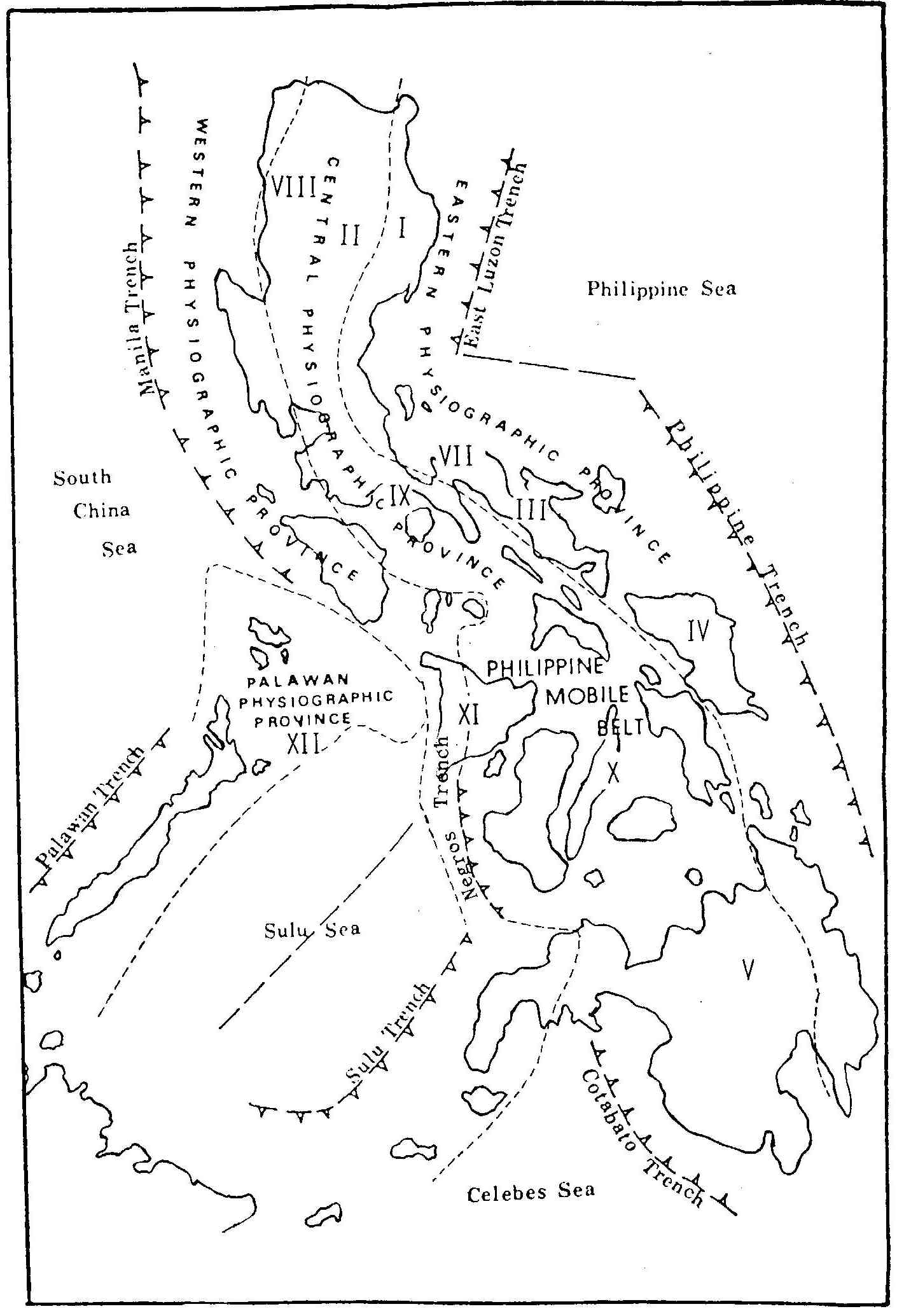

필리핀 해구 또는 민다나오 해구는 필리핀의 루손섬에서 남동쪽으로 인도네시아의 할마헤라섬에 이르는 길이 1,320km, 너비 30km의 해구이다. 가장 깊은 곳은 깊이가 10,540m로, 통가 해구에 이어 지구에서 3번째로 깊은 해구이다. 필리핀 해구는 필리핀해판이 유라시아판(순다판) 밑으로 침강하는 섭입대이다.